# Naos (astronomia)
Naos (ζ Pup / ζ Puppis / Zeta Puppis) è la stella più luminosa della costellazione della Poppa di magnitudine apparente +2,21; si tratta propriamente di una calda supergigante blu, una delle più luminose stelle della Via Lattea. Il nome proviene dal greco ναύς, che significa "nave", mentre un altro nome con il quale è conosciuta la stella è Suhail Hadar, di origine araba.

## Osservazione
Si tratta di una stella situata nell'emisfero celeste australe. La sua posizione moderatamente australe fa sì che questa stella sia osservabile specialmente dall'emisfero sud, in cui si mostra alta nel cielo nella fascia temperata; dall'emisfero boreale la sua osservazione risulta invece più penalizzata, specialmente al di fuori della sua fascia tropicale. La sua magnitudine pari a +2,21 le consente di essere scorta con facilità anche dalle aree urbane di moderate dimensioni.
Il periodo migliore per la sua osservazione nel cielo serale ricade nei mesi compresi fra dicembre e maggio; nell'emisfero sud è visibile anche all'inizio dell'inverno, grazie alla declinazione australe della stella, mentre nell'emisfero nord può essere osservata limitatamente durante i mesi della tardo autunno boreale ed all'inizio dell'inverno.

## Origine e distanza
Grazie al suo moto proprio è possibile risalire alla regione di stelle in cui è nata, una nube molecolare nella costellazione delle Vele. È possibile quindi stimare la sua distanza in modo più preciso che, per esempio, per stelle di queste dimensioni come Deneb. La distanza di Naos è stata per lungo tempo creduta essere di 1400 anni luce, ma le nuove riduzioni di Hipparcos e pubblicate da van Leeuwen nel 2007 riducono la distanza di Naos a 335 parsec, equivalenti a 1086 anni luce, mentre Schilbach e Röser riducono ulteriormente questa distanza, in una pubblicazione del 2008, a 300 parsec. Naos è nata infatti nell'ammasso aperto Trumpler 10, distante appunto 1400 anni luce, ma è stata espulsa circa 2,5 milioni di anni fa, e ora si trova a 400 anni luce di distanza dallo stesso. Tuttavia al 2022 la distanza precisa della stella è ancora controversa, poiché in base ai dati di Hipparcos risulta essere perfino la metà rispetto a quella dedotta dalle analisi spettroscopiche.

## Caratteristiche
Naos è stata ampiamente studiata a causa della rarità di stelle così calde e massicce e della sua relativa vicinanza alla Terra, ma i suoi parametri fisici e la sua distanza sono ancora poco conosciuti. 
Il tipo spettrale è O4If(n)p. O4 indica una stella calda e massiccia che fonde idrogeno, con una temperatura superficiale di 40.000–44.000 K. La "f" indica che lo spettro presenta linee di emissione dell'elio e dell'azoto ionizzati, non infrequenti nelle calde stelle di classe O evolute e tipicamente identificate dal profilo composito di emissione e assorbimento della linea spettrale HeII a 468,6 nm. La "n" (per nebulosa) indica linee di assorbimento allargate, causate dalla rapida rotazione della stella, che ruota a una velocità di oltre 220 km/s all'equatore. La "p" è un indicatore spettrale generico di peculiarità. Questa combinazione di caratteri spettrali è insolita perché ci si aspetta che le stelle calde evolute ruotino in modo relativamente lento dopo essere state frenate dal proprio intenso vento stellare, e solo 8 stelle di questo tipo sono conosciute nella Via Lattea. Il tipo spettrale complica la determinazione dei parametri fisici poiché le linee standard dell'indicatore della luminosità spettrale sono peculiari e questo tipo di stella non può essere completamente modellato. L'elio e l'azoto potenziati e la gravità superficiale inferiore indicano un certo grado di evoluzione lontano dalla sequenza principale dell'età zero, di conseguenza ζ Puppis è classificata come una supergigante.
In base alle proprietà fisiche la distanza era stata calcolata in circa 460 parsec, da cui era stata ricavata una massa di 56 masse solari e con un raggio di 17 volte quello del Sole. La misura della parallasse del satellite Hipparcos pone invece la stella a una distanza di 332 ± 11 pc, dalla quale si ricava una massa compresa tra le 22,5 e 33 volte quella solare a seconda delle pubblicazioni, mentre il raggio risulta essere 14 volte superiore a quello della nostra stella.
Nelle lunghezze d'onda della luce visibile, la sua luminosità è di alcune decine di migliaia di volte superiore a quella del Sole (ha una magnitudine assoluta di -6). Data la sua altissima temperatura di oltre 40000 Kelvin (Naos è di tipo spettrale O4), la maggior parte della sua radiazione è però ultravioletta: prendendo questo fattore in considerazione, è 550.000 volte più luminosa del Sole.
Il vento stellare di Naos soffia ad una velocità di 2300 km/s, ed espelle l'equivalente di un milionesimo di massa solare all'anno, una perdita 10 milioni di volte superiore alla massa che perde il Sole tramite il vento solare.
Stelle di questo tipo bruciano a gran velocità il loro combustibile nucleare. L'età stimata di Naos è di 3-4 milioni di anni, e la sua vita futura è prevista essere di soli altri due milioni, al termine dei quali esploderà in una supernova, lasciando come resto una stella di neutroni o un buco nero.